# Zone de conservation de Ol Kinyei
La zone de conservation de Ol Kinyei (Ol Kinyei conservancy en anglais) est une aire protégée située au Kenya, dans l'écosystème du Mara-Serengeti, plus précisément. Cette zone de conservation fait partie de la liste verte établie par l'UICN, qui liste les aires protégées les mieux gérées du monde.

## Description
Ol Kinyei est situé à l'est de la réserve nationale du Masai Mara, elle est frontalière à l'est avec la zone de conservation de Nobaisho. La zone de conservation de Ol Kinyei recouvrait, à sa création en 2005, environ 3200 ha, en 2012 la zone s'est étendu pour couvrir 7080 ha et en 2017 sa surface représente 7500 ha environ.

## Gouvernance et gestion
En 2006, au début du programme, deux zones de conservation avaient été mises en place, en 2012 elles étaient huit et en 2015, leur nombre s'élève à 17.
La zone de conservation a été établie en 2005, grâce à un partenariat associant 171 propriétaires fonciers privés Massaï et un organisateur de safaris touristiques.
En 2011 et 2012, cette zone de conservation a été récompensée par le prix de l'écotourisme des "Kenya's eco-warriors", décerné annuellement. En 2018, elle est inscrite sur la liste verte de l'UICN qui répertorie les aires protégées dont la gestion et la gouvernance est un modèle pour le monde entier.

### Agriculture
Des zones où l'accès est interdit au bétail sont désignées au sein de la zone de conservation.

### Tourisme

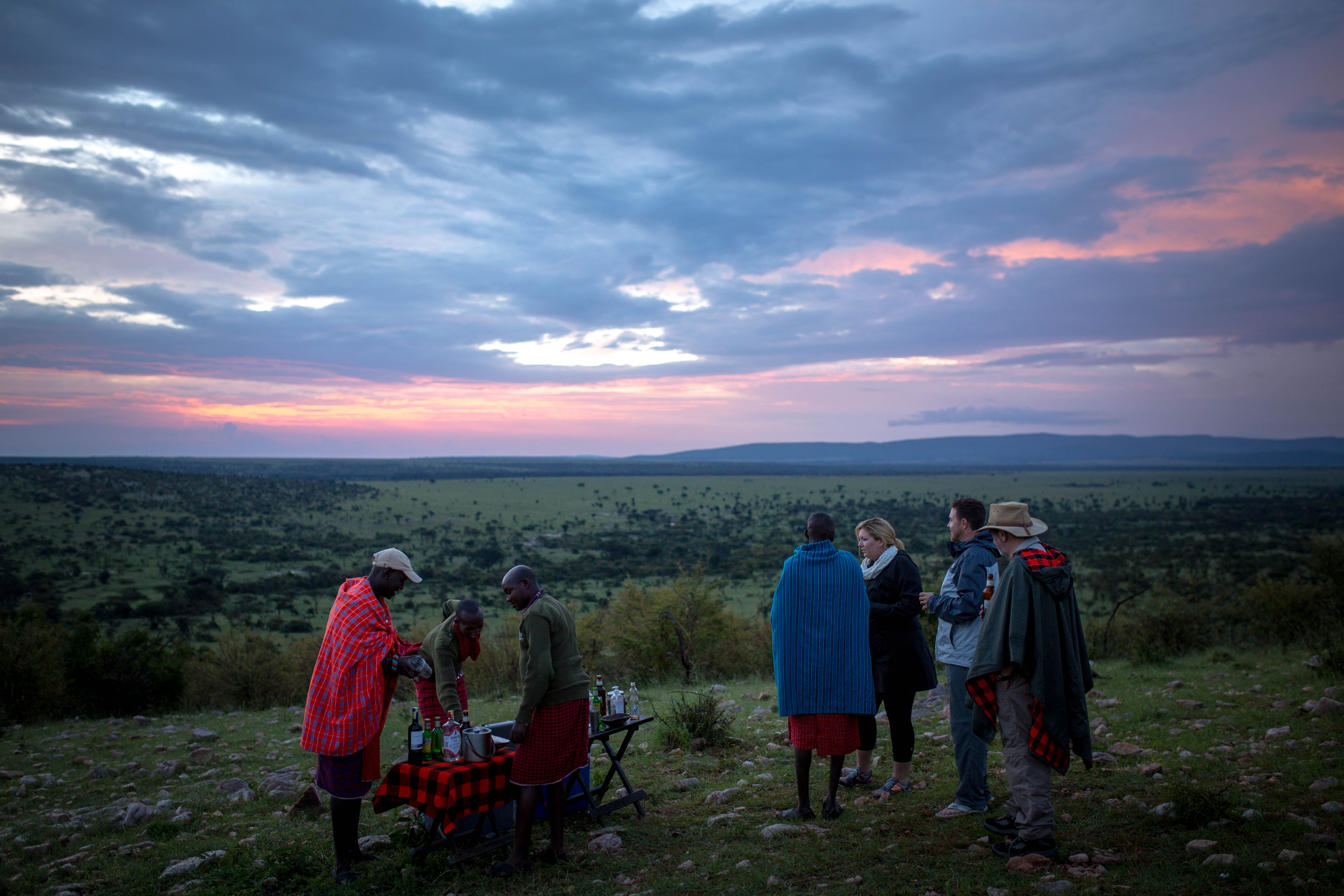
Un groupe de touristes visite la zone de conservation de Ol Kinyei. Des employés installent le pique nique.

Les entreprises de tourisme louent des terres aux propriétaires pour installer leurs campements, ce qui assure un revenu régulier à ces propriétaires. Les habitants locaux représentent 90% des employés des entreprises touristiques. Il existe deux camps permanents et 2 campements saisonniers dans la zone. À raison de 12 tentes pour 7500 ha, la densité en équipements touristique est la plus faible des zones de conservations du "grand Mara". Cette destination est à 207 km de Nairobi, soit 4h de route. Les camps sont également accessibles par avion.
Un maximum de cinq véhicules par point de vue est autorisé, cette règle existe également dans la réserve nationale mais elle y est peu respectée. Les visites de nuit sont autorisées jusqu'à 22 h (en voiture), ainsi que les visites à pied, alors qu'elle ne sont pas autorisées dans la réserve nationale voisine.

## Biodiversité

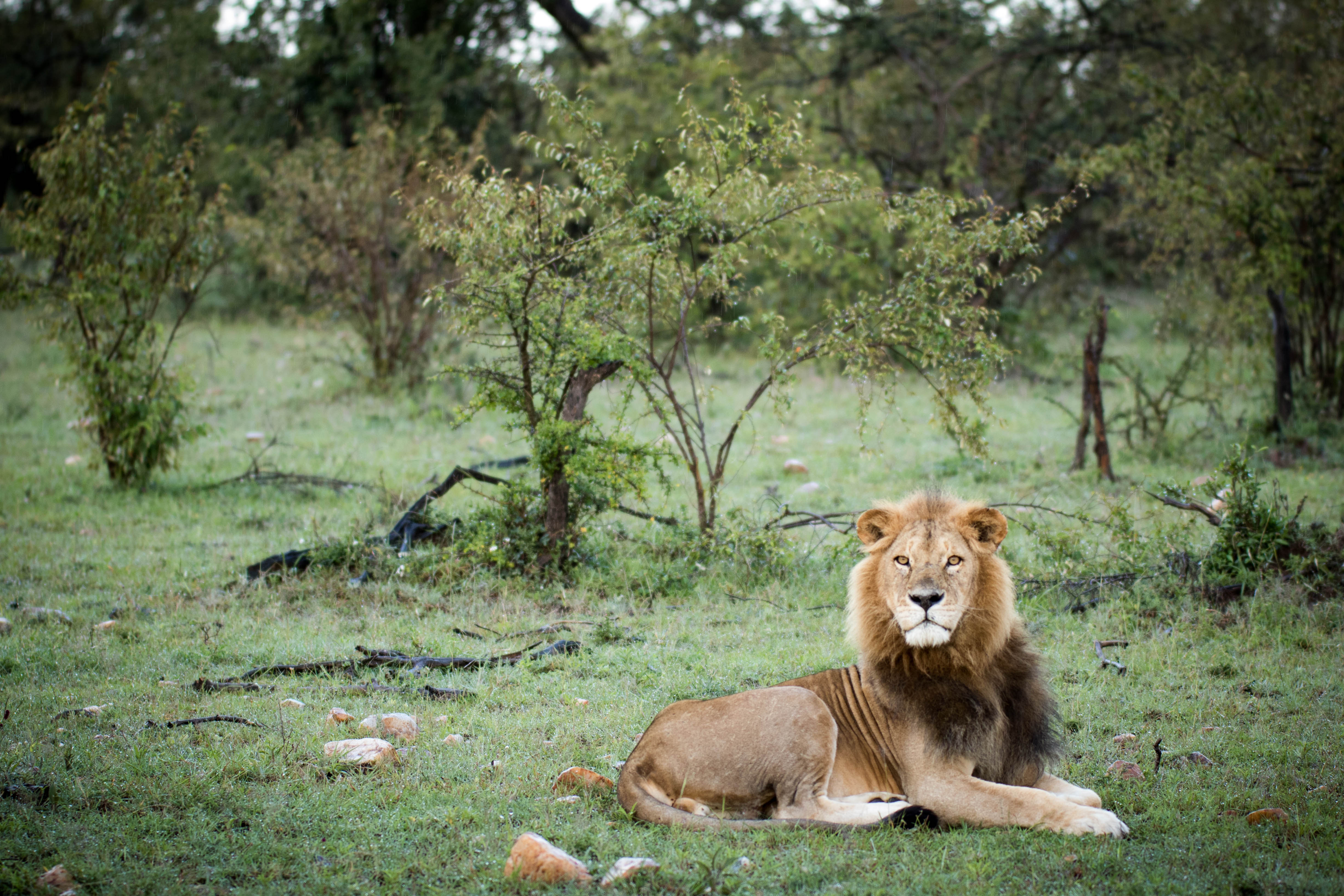
Lion mâle dans la zone de conservation de Ol Kinyei

Depuis la mise en place de la zone de conservation, Les grands herbivores se sont réinstallés, leur répartition s'est élargie et leur population a augmenté, parallèlement la population de carnivores a elle aussi connu une forte augmentation, d'après les données satellites collectées par l'Université d'Oxford-Brookes.
Il est possible d'observer des lions, des léopards, des guépards, des girafes, des buffles ou des gnous, toutes les espèces typiques de la mégafaune de la savane africaine. Quelque 300 espèces d'oiseaux sont présentes dans la zone.
Une lionne, appelée Nenkume a été équipée d'un collier GPS, en octobre 2013, pour suivre ses mouvements. Cette lionne se déplace sur une zone de 243 km2, cependant elle passe 50 % de son temps dans un territoire de 25 km2, lequel est entièrement compris dans la zone de conservation de Ol Kinyei et un petit bout de la zone de conservation de Nobaisho. Nenkume passe 98 % de son temps dans des aires protégées, ce qui tendrait à montrer que les lions s'y sentent en sécurité. Les résultats de ce suivi montrent également l'importance des aires protégées pour la sauvegarde des lions.